# Социальная психология
Социа́льная психоло́гия — раздел психологии, занимающийся изучением закономерностей поведения и деятельности людей, обусловленных включением их в социальные группы, а также психологических характеристик самих групп.
Другие определения:
- наука, изучающая закономерности возникновения, функционирования и проявления психических явлений, которые представляют собой результат взаимодействия людей (и их групп) как представителей различных общностей (определение В. Г. Крысько);
- наука, которая изучает как люди думают, влияют и относятся друг к другу[3].

## История социальной психологии
История социальной психологии как науки значительно «моложе» истории того, что можно назвать «социально-психологическим мышлением». Трудность создания научной истории социальной психологии заключается в том, что дисциплина эта формировалась из многих источников, и сложно определить, на каких рубежах внутри той или другой науки обособились элементы социально-психологического знания. При возникновении социальной психологии как самостоятельной отрасли знаний, как и при возникновении любой другой научной дисциплины, сыграли свою роль причины двоякого рода: как социальные, так и чисто теоретические. Самостоятельный статус социальной психологии в мире обозначается с 1908 г. — одновременного выхода книг В. Макдугалла «Введение в социальную психологию» в Европе и Э. Росса «Социальная психология» в Америке.
Основателями экспериментальной социальной психологии являются В. М. Бехтерев, В. Меде, Ф. Оллпорт:8. Бехтерев признавал социальную психологию, но вместо неё предлагал исследовать коллективную рефлексологию (изучающую процессы в коллективах людей):17.
В качестве самостоятельной науки социальная психология возникла во второй половине XIX века, отделяясь от философии. Её появление и признание связывают с двумя учёными лингвистами и философами: Х. Штейнталем (1823—1893) и М. Лацарусом (1824—1903):11. Данные учёные первые выступили за создание новой науки, назвав её «психологией народов»:11. Психология народов по проблематике была очень близка к некоторым разделам социальной психологии:11. Свой вклад в эту науку также внёс В. Вундт (1832—1920), написав труд в 10 томах «Психология народов» (1900 и далее):11.
В целом в истории социальной психологии можно выделить три периода:
1. I период — период накопления знаний в сферах философии и общей психологии (VI век до н. э. — середина XIX века).
2. II период — период выделения описательной социальной психологии из философии (социологии) в самостоятельную область знания (50 — 60-е годы XIX века — 20-е годы XX века).
3. III период — период оформления социальной психологии в экспериментальную науку (20-е годы XX века) и её современного развития.

## Разделы социальной психологии
Социальная психология по Г. М. Андреевой включает в себя 3 основных раздела:
- социальная психология групп;
- социальная психология общения;
- социальная психология личности.

## Предмет социальной психологии
Социальная психология по Б. Д. Парыгину, изучает:
- социальную психологию личности;
- социальную психологию общностей и общения;
- общественные отношения;
- формы духовной деятельности.

Исследования, которыми занимается социальная психология::19
- социальное восприятие (Андреева Г. М. и другие);
- психологический климат коллектива (Парыгин Б. Д. и другие);
- стиль руководства (Журавлёв А. Л. и другие);
- восприятие и понимание людьми друг друга (Бодалёв А. А. и другие);
- эффективная групповая деятельность (Обозов Н. Н. и другие)

В социальной психологии в настоящее время рассматриваются и изучаются::31—33
- понимание и восприятие людьми друг друга;
- межличностные (интерперсональные) отношения (классификации человеческих отношений, а также специфика и факторы, от которых они зависят);
- социальные установки (изучаются разновидности этих установок, устойчивость, структура, изменчивость и закономерности возникновения и изменения их под влиянием средств массовой информации, а также их влияние на социальное поведение);
- явления, которые характеризуют взаимодействие и общение людей;
- поведение людей в социуме;
- имеющие отношение к малым социальным группам феномены;
- имеющие отношение к большим социальным группам явления психики (массовидные явления, например общественное мнение, массовое сознание, слухи, мода, религия и тому подобное);
- вопросы взаимовлияния и взаимодействия личности и группы;
- межгрупповые взаимоотношения;
- лидерство (изучается отличия лидера от руководителя, изучаются различные стили лидерства, создаются научные модели, теории лидерства).

## Групповые феномены
В результате многочисленных экспериментов[страница не указана 2615 дней] на сегодняшний день выявлен ряд изменений, присущих поведению человека вследствие его нахождения в группе, например: конформность, социальная фасилитация, социальная ингибиция, социальное давление, диффузия ответственности или так называемый эффект свидетеля, групповая поляризация, эмоциональное заражение, социальная леность, ослабленное самосознание и так далее.
В начале XX века психолог Норманн Триплет, прогуливавшийся в парке, заметил, что велосипедисты едут быстрее, если в парке есть люди, и значительно снижают скорость, если никого нет. Это положило начало серии экспериментов, в которых испытуемые занимались разными делами то наедине с собой, то в присутствии «зрителей». Так родился вывод о том, что с механической работой человек справляется лучше, если на него смотрят, а с той, что требует творческих и интеллектуальных затрат, — без свидетелей.

## Определения
- Групповая динамика условное название социально-психологических исследований, посвящённых проблемам формирования и развития групп, факторам, влияющим на их сплочённость и эффективность.
- Внутриличностный конфликт — конфликт социальных ролей одного человека.
- Взаимодействие двух людей — общение двух людей, выстраивание их отношений.
- Коммуникация — смысловой аспект социального взаимодействия; действия, сознательно ориентированные на смысловое их восприятие другими людьми, иногда называют коммуникативными действиями; основные функции коммуникационного процесса состоят в достижении социальной общности при сохранении индивидуальности каждого её элемента.
- Конфликт — столкновение противоположных тенденций, интересов, проявляющееся в настойчивых попытках сторон отстоять свои позиции.
- Управление персоналом — комплекс или система организационных, социально-экономических, психологических, нравственных и правовых решений, обеспечивающих эффективную реализацию возможностей работников.
- Социальное познание — процесс познания одного человека другим, одна из областей, изучаемых социальной психологией, где исследуются механизмы того, как человек перерабатывает, хранит и использует информацию о других людях и социальных ситуациях.
- Социальная роль — зафиксированное определённое положение того или иного индивида в системе общественных отношений, общепринятый образец поведения, ожидаемый от индивидов, занимаемых определённое положение. Всегда имеет социальную оценку, может быть одобряема или не одобряема в обществе.

## Основные результаты
В начале XXI века британский учёный Бенедикт Херманн описал социально-психологическое явление антисоциального наказания (англ. antisocial punishment). Явление заключается в порицании или наказании обществом индивидов, проявляющих излишнюю, по мнению социума, активность, даже если такая активность объективно общественно-полезна. Исследование показало, что данное явление распространено в странах с недостаточно развитыми социальными связями, общественно-политическими институтами и традициями общественно-полезной деятельности.

## Методы социально-психологического исследования
Все методы исследований в социальной психологии Андреева Г. М. разделила на две основные группы: методы исследования и методы воздействия. Также все методы делятся на теоретическую и эмпирическую группы:44.
Теоретические методы используются при разработке и доказательстве научных теорий. К таким методам относятся: 1) критический метод, 2) конструктивный метод, 3) обзорно-аналитический метод:44.

### Методы исследования
Эта группа содержит методы сбора информации и методы её обработки.
К эмпирическим методам исследования относятся::45
- наблюдение;
- изучение документов (в том числе контент-анализ);
- опросы (анкеты, интервью);
- математические (методы математической статистики и методы математического моделирования);
- эксперимент (лабораторный и естественный).

К методам наблюдения относятся::45
- скрытое наблюдение;
- открытое наблюдение;
- стандартизированное наблюдение;
- стороннее наблюдение (стороннее или внешнее наблюдение);
- включённое наблюдение;
- свободное наблюдение.

Методы обработки данных:
- статистические методы (корреляционный анализ, факторный анализ и другие);
- приёмы логической и теоретической обработки (построения объяснений, типологий и так далее).

### Методы социально-психологического воздействия
Относятся к «психологии воздействия».
При проведении исследований составляется программа социально-психологического исследования. В которой чётко обозначаются: цель исследования, решаемые задачи, выбранный объект исследования, сформулирована проблематика, которая исследуется, уточняются используемые понятия, а также весь набор используемых методов.
Методы социально-психологического воздействия — прежде всего методы, используемые в средствах массовой коммуникации, индивидуальной и групповой психотерапии, в процессе проведения и организации публичных выступлений, пропаганде, рекламе, промышленности (для организации оптимальной работы и брейнсторминга) и агитации:49. В социальной психологии перечисленные феномены классифицируются и им даётся научное объяснение.